# جلال‌الدین سیوطی

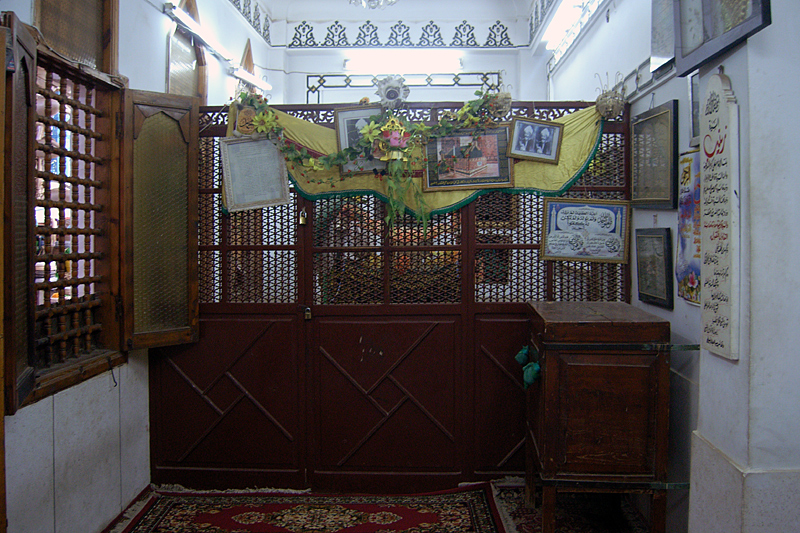
منزل حافظ جلال‌الدین عبدالرحمن بن ابی‌بكر سیوطی شافعی

حافظ جلال‌الدین عبدالرحمن بن ابی‌بكر سیوطی شافعی(۸۴۹-۹۱۱ق) از عالمان اهل تسنن و مؤلف آثار بسیار در حدیث و تاریخ و تفسیر و علوم دیگر است. وی نویسنده تفسیر مهم الدر المنثور في التفسير بالمأثور و نیز جامع‌ترین کتاب دربارهٔ علوم قرآنی با نام الإتقان فی علوم القرآن است.

## آثار
- إسعاف المبطأ برجال الموطأ
- الآیة الکبری فی شرح قصة الاسراء
- الأشباه والنظائر
- الإتقان فی علوم القرآن
- الجامع الصغیر من حدیث البشیر النذیر
- الجامع الکبیر
- الحاوی للفتاوی
- إحیاء المیت بفضائل اهل البیت
- الحبائک فی أخبار الملائک
- الدر المنثور فی التفسیر بالمأثور
- الدرر المنتثرة فی الأحادیث المشتهرة
- الدیباج علی صحیح مسلم بن الحجاج
- الروض الأنیق فی فضل الصدیق
- العرف الوردی فی أخبار المهدی
- الغرر فی فضائل عمر
- الفیة السیوطی (الفیة الحدیث): پیرامون مصطلح‌الحدیث
- الکاوی علی تاریخ السخاوی (این کتاب را در پاسخ به اتهامات سخاوی علیه خود نگاشت)
- اللآلئ المصنوعة فی الأحادیث الموضوعة
- المَدْرَج إلی المُدْرَج
- المزهر فی علوم اللغة وأنواعها
- المهذب فیما وقع فی القرآن من المعرب
- أسباب ورود الحدیث
- أسرار ترتیب القرآن
- أنموذج اللبیب فی خصائص الحبیب
- إرشاد المهتدین إلی نصرة المجتهدین
- إعراب القرآن
- إلقام الحجر لمن زکی ساب أبی بکر وعمر
- تاریخ الخلفاء
- تحذیر الخواص من أحادیث القصاص
- تحفة الأبرار بنکت الأذکار النوویة
- تدریب الراوی فی شرح تقریب النواوی
- تزیین الممالک بمناقب الإمام مالک
- تمهید الفرش فی الخصال الموجبة لظل العرش
- تنویر الحوالک شرح موطأ مالک
- تنبیه الغبیّ فی تبرئة ابن عربی
- حسن المحاضرة فی أخبار مصر والقاهرة
- در السحابة فیمن دخل مصر من الصحابة
- ذم المکس
- شرح السیوطی علی سنن النسائی
- صفة صاحب الذوق السلیم
- طبقات الحفّاظ
- طبقات المفسرین
- عقود الجمان فی علم المعانی والبیان
- عقود الزبرجد علی مسند الإمام أحمد فی إعراب الحدیث
- عین الإصابة فی معرفة الصحابة
- کشف المغطی فی شرح الموطأ
- ألکنز المدفون و الفلک المشحون
- لب اللباب فی تحریر الأنساب
- لباب الحدیث
- لباب النقول فی أسباب النزول
- ما رواه الأساطین فی عدم المجیء إلی السلاطین
- مشتهی العقول فی منتهی النقول
- مطلع البدرین فیمن یؤتی أجره مرتین
- مفتاح الجنة فی الاعتصام بالسنة
- مفحمات الأقران فی مبهمات القرآن
- نظم العقیان فی أعیان الأعیان
- همع الهوامع شرح جمع الجوامع
- الفارق بین المصنف و السارق: این کتاب از اولین نوشتارها دربارهٔ مالکیت فکری است.
- قطر الدرر
- البهجة المرضیة علی ألفیة ابن مالک